# Edgar Krahn

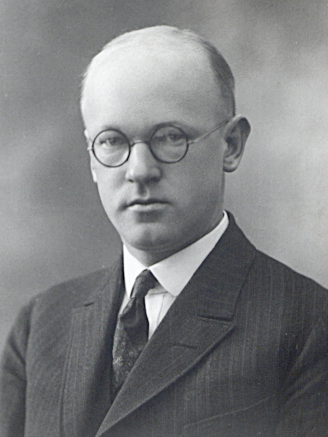
Edgar Krahn. Aufnahme aus der Zwischenkriegszeit.

Edgar Krahn (* 19. Septemberjul. / 1. Oktober 1894greg. in Sootaga, Gouvernement Livland, heute Dorf  Lais, Republik Estland; † 6. März 1961 in Rockville, Maryland) war ein estnischer Mathematiker.

## Leben
Krahns Eltern waren estnisch-deutschbaltischer Abstammung. Er machte 1912 in Dorpat (Tartu) sein Abitur und studierte an der Kaiserlichen Universität Dorpat mit dem Lehramtsexamen 1917 in Mathematik und Physik.
Danach war er Lehrer in Dorpat und Reval (Tallinn). Ab dem Wintersemester 1922 studierte er an der Universität Göttingen, an der er 1926 bei Richard Courant promoviert wurde (Über Minimaleigenschaften der Kugel in drei und mehr Dimensionen). Krahn war nach Hermann Jaakson (1891–1964) der zweite Este, der in Mathematik promovierte.
1928 habilitierte er sich in Dorpat und war dort Professor. In den 1940er Jahren war er an der Aerodynamischen Versuchsanstalt in Göttingen, wobei er sich (wie auch später in Großbritannien und den USA) mit Strömungsmechanik befasste. Anfang der 1950er Jahre arbeitete er für das Admiralty Research Laboratory in Großbritannien und dann für das Naval Ordnance Laboratory in White Oak in Maryland in den USA.

## Mathematik
Edgar Krahn befasste sich mit Differentialgleichungen, Differentialgeometrie, Versicherungsmathematik (speziell für Bausparkassen), Wahrscheinlichkeitstheorie, Gasdynamik  und Elastizitätstheorie.
Er bewies 1925 eine untere Schranke für den niedrigsten Eigenwert des Laplaceoperators (mit Dirichlet-Randbedingung) in einem beschränkten Gebiet des {\displaystyle R^{n}} und zeigte, dass der untere Grenzwert genau für den Kreis bzw. Kugeln angenommen wird. Das war im zweidimensionalen Fall von John William Strutt, 3. Baron Rayleigh, (Theory of Sound, Band 1, § 210) vermutet worden und erste Ergebnisse erzielte schon Courant. Den zweidimensionalen Fall bewies unabhängig Georg Faber, Krahn bewies auch den n-dimensionalen Fall. Die Ungleichung wird nach Rayleigh, Faber und Krahn benannt.
{\displaystyle {\lambda }_{1}\geq {({\frac {E_{n}}{V_{n}}})}^{({\frac {n}{2}})}{j_{({\frac {n}{2}}-1,1)}}^{2}}
Wobei {\displaystyle E_{n}} das Volumen des n-dimensionalen Einheitsballs ist, V das Volumen des betrachteten Gebiets, und {\displaystyle j_{({\frac {n}{2}}-1,1)}} die erste positive Nullstelle der Besselfunktion der Ordnung {\displaystyle {\frac {n}{2}}-1}.
Speziell für zwei Dimensionen n=2 ergibt sich die von Rayleigh vermutete Ungleichung:
{\displaystyle {\lambda }_{1}\geq {\frac {\pi j_{0,1}^{2}}{A}}}
Mit dem Flächeninhalt A der Membran.
1983 stiftete seine Witwe Dorothee Krahn eine Edgar Krahn Fellowship an der University of Maryland.